# Geissois lanceolata
Geissois lanceolata är en tvåhjärtbladig växtart som först beskrevs av André Guillaumin, och fick sitt nu gällande namn av H.C.Hopkins. Geissois lanceolata ingår i släktet Geissois och familjen Cunoniaceae. Inga underarter finns listade i Catalogue of Life.